# Лемма Синга
Лемма Синга — ключевое утверждение о стабильности замкнутых геодезических в римановых многообразиях с положительной секционной кривизной.
Лемма является прямым следствием формулы для второй вариации длин однопараметрического семейства кривых.
Она использовалась Джоном Сингом.

## Формулировка
Пусть {\displaystyle \gamma \colon [0;1]\to M} есть геодезическая в римановом многообразии {\displaystyle M} с положительной секционной кривизной и {\displaystyle V} параллельное поле касательных векторов на {\displaystyle \gamma }.
Тогда вариация {\displaystyle \gamma } в направлении {\displaystyle V} сокращает её длину.
Более точно, если
{\displaystyle \gamma _{\tau }(t)=\exp _{\gamma (t)}(\tau \cdot V(t))}
и {\displaystyle L(\tau )} обозначает длину кривой {\displaystyle \gamma _{\tau }} тогда {\displaystyle L'(0)=0} и {\displaystyle L''(0)<0}.

## Следствия
- Eсли замкнутая геодезическая допускающая параллельное векторное поле не является стабильной, то есть её длина может быть уменьшена произвольно малой деформацией. В частности,
  - Чётномерные ориентированные римановы многообразия с положительной секционной кривизной односвязны.
  - Нечётномерные  римановы многообразия с положительной секционной кривизной ориентированны.
- Лемма Синга использовалась также Теодором Франкелем[англ.][2] для доказательства того, что если {\displaystyle V} и {\displaystyle W} являются замкнутыми геодезическими подмногобразиями в римановом многообразии {\displaystyle M} с положительной секционной кривизной и {\displaystyle \dim V+\dim W\geq \dim M} то {\displaystyle V} и {\displaystyle W} пересекаются.